# Luanchuanraptor
Genre
Espèce
Luanchuanraptor (signifiant « pilleur du Luanchuan ») est un genre fossile de dinosaures théropodes du Crétacé supérieur retrouvé en Chine. Une unique espèce (l'espèce-type), Luanchuanraptor henanensis, a été décrite par Lü et al. en 2007. Elle est basée sur l'holotype 4HIII-0100, récupéré dans la formation de Qiupa (en), au Henan.